# کلمبیا سیتی (ایندیانا)
کلمبیا سیتی (به انگلیسی: Columbia City) شهری در ایالت ایندیانا، ایالات متحده آمریکا است.

## جغرافیا
کلمبیا سیتی در موقعیت ۴۱°۹′۳۱″ شمالی ۸۵°۲۹′۱۶″ غربی / ۴۱٫۱۵۸۶۱°شمالی ۸۵٫۴۸۷۷۸°غربی قرار گرفته است. این شهر مساحتی در حدود ۱۳٫۵ کیلومتر مربع دارد. در سرشماری سال ۲۰۱۰، جمعیت این شهر 	۸٬۷۵۰ نفر اعلام شد.